# Доњи Сређани
Доњи Сређани (чеш. Dolní Střežany) су насељено место у саставу општине Дежановац у Бјеловарско-билогорској жупанији, Република Хрватска.

## Историја
До територијалне реорганизације у Хрватској налазили су се у саставу старе општине Дарувар.

## Становништво
На попису становништва 2011. године, Доњи Сређани су имали 183 становника.

## Попис 1991.
На попису становништва 1991. године, насељено место Доњи Сређани је имало 270 становника, следећег националног састава:
| Попис 1991.‍  | Попис 1991.‍  | Попис 1991.‍ | Попис 1991.‍ | Попис 1991.‍ |
| ------------ | ------------ | ----------- | ----------- | ----------- |
|              |              |             |             |             |
| Чеси         | Чеси         |             | 200         | 74,07%      |
| Хрвати       | Хрвати       |             | 31          | 11,48%      |
| Срби         | Срби         |             | 23          | 8,51%       |
| Југословени  | Југословени  |             | 8           | 2,96%       |
| Мађари       | Мађари       |             | 1           | 0,37%       |
| неопредељени | неопредељени |             | 3           | 1,11%       |
| непознато    | непознато    |             | 4           | 1,48%       |
| укупно: 270  |              |             |             |             |